# Bellator loxias
Bellator loxias és una espècie de peix pertanyent a la família dels tríglids.

## Descripció
- Fa 15 cm de llargària màxima.[5][6]

## Depredadors
Al Perú és depredat per Merluccius gayi peruanus.

## Hàbitat
És un peix marí, demersal i de clima tropical (29°N-13°S).

## Distribució geogràfica
Es troba al Pacífic oriental: des del Golf de Califòrnia fins al Perú i les illes Galápagos.

## Observacions
És inofensiu per als humans.